# Остин Норт
Остин Норт (на английски: Austin North) е американски актьор.

## Биография
Роден е на 30 юли 1996 г. в Синсинати, Охайо, САЩ.
Известен е с ролите си на Логан Уотсън в оригиналния сериал на Дисни „Не бях аз“ (2014 – 2015)

## Филмография
| Година    | Заглавие              | Роля          | Бележки                                                               |
| --------- | --------------------- | ------------- | --------------------------------------------------------------------- |
| 2011 г.   | Братя по карате       | Рики Уивър    | „Рики Уивър“ (Сезон 1, епизод 8)                                      |
| 2012 г.   | Многопрофилна болница | Бодхи         |                                                                       |
| 2012 г.   | Фермата ГОТ           | Холандия      | „MutANT Farm II“ (Сезон 2, епизод 13)                                 |
| 2013      | Виж татко тичай       | Дийн          | „Вижте таткото да играе трудно“ (Сезон 1, епизод 16)                  |
| 2014 – 15 | Не бях аз             | Логан Уотсън  | Главна роля; 39 епизода                                               |
| 2015 г.   | Джеси                 | Логан Уотсън  | Специална гост звезда; „Призракът с най-големия“ (Сезон 4, епизод 18) |
| 2018 г.   | Цяла нощ              | Оз            | Главна роля; 4 епизода                                                |
| 2020 г.   | Външни банки          | Топър Торнтън | Главна роля                                                           |